# 芒廷帕克 (北卡羅萊納州)
芒廷帕克（英語：Mountain Park）是位於美國北卡羅萊納州薩里縣的非建制地區。

## 歷史
芒廷帕克的郵局於1925年設立，其後於1966年停運。

## 地理
芒廷帕克所處的海拔為高於海平面389米（即1276英呎），而該地所採用的時區為UTC-5，即北美东部时区（EST）。同時該地設有夏令時間，為UTC-5調快一小時，即UTC-4（EDT）。